# Jacques Blain
Jacques Blain (né le 19 juillet 1947 à Gatineau, dans la province de Québec au Canada) est un joueur québécois de hockey sur glace. Il évolue avec les Nordiques de Québec lors de leur première saison dans l'AMH.

## Carrière de joueur

### Junior
Il commence sa carrière durant la saison 1965-1966 avec les Nationals de London dans la Association de hockey de l'Ontario. Il est échangé le 22 novembre 1966 aux Marlboros de Toronto. 
Il entame la saison 1967-1968 avec la nouvelle équipe de l'AHO, les 67's d'Ottawa.Le 9 novembre 1967, Blain est échangé par les 67's d'Ottawa aux Flyers de Niagara Falls contre Bill Mcllroy.

### Professionnel
Il commence sa carrière professionnelle avec les Blazers de Syracuse dans l'Eastern Hockey League. C'est avec eux qu'il marque son premier but professionnel. Durant cette saison 1968-1969, il joue aussi avec les Oilers de Tulsa de la Central Hockey League. Durant ses 15 matchs, il est le coéquipier de Serge Aubry qu'il retrouve plus tard dans l'Association mondiale de hockey. Durant cette même saison, il s'aligne aussi avec les Canucks de Vancouver de la Western Hockey League. Pour la saison 1969-1970, il commence une association de trois saisons avec les Ducks de Long Island. Il connait sa meilleure saison professionnelle en 1970-1971 où il produit 18 buts et 66 points. 
À l'automne 1972, un nouveau circuit débute en Amérique du Nord pour concurrencer la LNH. Il s'agit de l'AMH. La Ville de Québec obtient une équipe : les Nordiques. Jacques Blain signe avec cette nouvelle équipe en septembre 1972. Il porte le numéro 5. Durant cette seule saison, il produit un but et 11 points en 70 parties. 

#### North American Hockey League
L'année suivante, il s'aligne pour le club-école des Nordiques, les Nordiques du Maine qui évoluent dans la North American Hockey League. Pour cette première saison avec cette équipe, il est nommé capitaine. Il est le meilleur défenseur de son équipe avec une production de 12 buts et 61 points. Pour les deux saisons suivantes, il demeure avec les Nordiques du Maine où il produit 42 et 38 points. Durant son séjour dans cette équipe, il est surnommé Capper par ses coéquipiers. Durant la saison 1974-1975, il quitte momentanément les Nordiques pour s'aligner durant 7 parties avec les Generals de Greensboro dans la Southern Hockey League.
Pour la saison 1976-1977, Blain décide de rejoindre l'équipe rivale des Nordiques dans la NAHL, les Jaros de la Beauce. Ce club débute sa deuxième saison et a besoin de nouveaux joueurs après le départ de plusieurs, dont Wally Weir, Gilles Bilodeau et Luc Simard. Il ne s'aligne que durant 23 parties avec cette équipe qui est dissoute en décembre 1976. 
Après cet épisode, Blain décide de prendre sa retraite du hockey professionnel.

### Sénior
Blain évolue durant la saison 1982-1983 avec l'équipe de l'Express de Saint-Eustache de la Ligue Sénior Provinciale du Québec.

## Entraîneur

### Nordiques junior du Maine
Après avoir mis fin à sa carrière de joueur professionnel, Blain commence une carrière d'entraîneur pour la saison 1977-1978 avec les Nordiques junior du Maine dans l'American Junior Hockey League. Il n'est l'entraîneur de cette équipe que durant une saison jusqu'en février 1978,.

### Alouettes de Saint-Jérôme
Jacques Blain revient au Québec et devient l'entraîneur de cette équipe de la Ligue de hockey junior A du Québec.

### Express de Saint-Eustache
Pour la saison 1984-1985, Blain est l'entraîneur de cette équipe dans la Ligue sénior provinciale du Québec.

### Titan de Laval
Les Voisins de Laval, vendus à de nouveaux propriétaires en 1985, changent de nom pour devenir le Titan de Laval et nomment le 30 mai Jacques Blain nouvel entraîneur de l'équipe pour la saison 1985-1986
Son premier match comme entraîneur de cette équipe, en saison régulière, a lieu le 13 septembre 1985, contre les Bisons de Granby à Granby . Il subit une défaite de 5 à 4. Son premier match à Laval survient le 16 septembre contre les Draveurs de Trois-Rivières. Il subit une autre défaite de 5 à 3. Il obtient sa première victoire au troisième match, le 20 septembre, contre les Voltigeurs de Drummondville dans un match au résultat de 8 à 5. Durant cette saison, il connaît deux séquences de six victoires de suite. Le 3 février 1986, il obtient la meilleure victoire de son équipe par un gain de 17 à 5 contre les Castors de Saint-Jean. Il obtient aussi 3 mauvais matchs ou son équipe se fait marquer 12 buts. Le 8 décembre 1985, son équipe perd 12 à 2 contre les Olympiques de Hull.
Durant la saison, il est l'assistant de Pat Burns pour l'équipe du Québec durant le match des étoiles entre les équipes de la LHJMQ et celles de la LHO
Son équipe termine la saison avec une troisième position dans la division Lebel avec 75 points, quatre points derrière les Canadiens junior de Verdun. Dans son équipe, les joueurs-clés sont Michel Mongeau, meilleur buteur et pointeur de son équipe avec une récolte de 71 buts et 180 points. Mongeau est aussi le deuxième buteur et le troisième pointeur de la ligue pour cette saison-là. Vincent Damphousse avec 45 buts et 155 points qui est le deuxième meilleur pour les assistances et le cinquième meilleur pointeur de la ligue, Jocelyn Lemieux avec 57 buts et 125 points, Luc Beausoleil avec 57 buts et 113 points. Sylvain Lefebvre, le futur défenseur de la LNH et le gardien de but Mario Brunetta.
En séries éliminatoires, son équipe remporte le premier tour, en cinq parties, contre les Draveurs de Trois-Rivières. Pour la deuxième ronde, le Titan affronte les Voltigeurs de Drummondville. Blain et ses joueurs ne permettent pas à leur équipe de se rendre en finale, car elle perd au neuvième et dernier match de cette série sur le score de 4 à 3. Après cette saison, Blain n'est pas de retour avec Laval.

## Palmarès
- Association de hockey de l'Ontario
  - Vainqueur de la Coupe J.-Ross-Robertson en 1967 avec les Marlboros de Toronto
- Ligue canadienne de hockey
  - Vainqueur de la Coupe Memorial en 1967 avec les Marlboros de Toronto.
- North American Hockey League
  - Nommé dans la deuxième équipe d'étoiles pour la saison 1973-1974

## Vie personnelle
Durant l'automne 1972, un documentaire est tourné sur l'arrivée des Nordiques de Québec dans l'Association mondiale de hockey par l'Office national du film du Canada. Le titre de ce documentaire est Un travail comme les autres, ou en anglais Just another job.Jacques Blain y participe autant que ses coéquipiers mais Blain parle de son quotidien comme joueur de hockey professionnel. 
Il participe à une course de motoneiges le 11 janvier 1975 en compagnie des joueurs des Nordiques du Maine à Lewiston . Larry Kellett gagne la course contre Blain, Tom Pinder, Dennis Patry Claude Dupuis, Alan Globensky et l'entraîneur Jean-Charles Gravel

## Statistiques
| Saison      | Équipe                  | Ligue       |     | Saison régulière | Saison régulière | Saison régulière | Saison régulière | Saison régulière |   | Séries éliminatoires | Séries éliminatoires | Séries éliminatoires | Séries éliminatoires | Séries éliminatoires |
| Saison      | Équipe                  | Ligue       | PJ  | B                | A                | Pts              | Pun              | PJ               | B | A                    | Pts                  | Pun                  |                      |                      |
| 1965-1966   | Nationals de London     | AHO         | 4   | 0                | 1                | 1                | 0                | -                | - | -                    | -                    | -                    |                      |                      |
| 1966-1967   | Nationals de London     | AHO         | 12  | 1                | 0                | 1                | 2                | -                | - | -                    | -                    | -                    |                      |                      |
| 1966-1967   | Marlboros de Toronto    | AHO         | 33  | 0                | 4                | 4                | 10               | -                | - | -                    | -                    | -                    |                      |                      |
| 1967-1968   | 67's d'Ottawa           | AHO         | 12  | 0                | 5                | 5                | 27               | -                | - | -                    | -                    | -                    |                      |                      |
| 1967-1968   | Flyers de Niagara Falls | AHO         | 33  | 2                | 7                | 9                | 52               | -                | - | -                    | -                    | -                    |                      |                      |
| 1968-1969   | Oilers de Tulsa         | LCH         | 15  | 1                | 3                | 4                | 6                | 3                | 0 | 0                    | 0                    | 2                    |                      |                      |
| 1968-1969   | Canucks de Vancouver    | LHOu        | 3   | 0                | 0                | 0                | 0                | -                | - | -                    | -                    | -                    |                      |                      |
| 1968-1969   | Blazers de Syracuse     | EHL         | 35  | 3                | 11               | 14               | 45               | -                | - | -                    | -                    | -                    |                      |                      |
| 1969-1970   | Ducks de Long Island    | EHL         | 44  | 3                | 20               | 23               | 41               | -                | - | -                    | -                    | -                    |                      |                      |
| 1970-1971   | Ducks de Long Island    | EHL         | 74  | 18               | 48               | 66               | 48               | -                | - | -                    | -                    | -                    |                      |                      |
| 1971-1972   | Ducks de Long Island    | EHL         | 75  | 10               | 41               | 51               | 58               | -                | - | -                    | -                    | -                    |                      |                      |
| 1972-1973   | Nordiques de Québec     | AMH         | 70  | 1                | 10               | 11               | 78               | -                | - | -                    | -                    | -                    |                      |                      |
| 1973-1974   | Nordiques du Maine      | NAHL        | 72  | 2                | 49               | 51               | 57               | 8                | 1 | 7                    | 8                    | 4                    |                      |                      |
| 1974-1975   | Nordiques du Maine      | NAHL        | 63  | 10               | 32               | 42               | 40               | -                | - | -                    | -                    | -                    |                      |                      |
| 1974-1975   | Generals de Greensboro  | SHL         | 7   | 0                | 1                | 1                | 2                | -                | - | -                    | -                    | -                    |                      |                      |
| 1975-1976   | Nordiques du Maine      | NAHL        | 60  | 13               | 25               | 38               | 44               | -                | - | -                    | -                    | -                    |                      |                      |
| 1976-1977   | Jaros de la Beauce      | NAHL        | 23  | 2                | 4                | 6                | 22               | -                | - | -                    | -                    | -                    |                      |                      |
| Totaux EHL  | Totaux EHL              | Totaux EHL  | 228 | 34               | 120              | 154              | 192              | -                | - | -                    | -                    | -                    |                      |                      |
| Totaux NAHL | Totaux NAHL             | Totaux NAHL | 218 | 27               | 110              | 137              | 163              | 8                | 1 | 7                    | 8                    | 4                    |                      |                      |
| Totaux AMH  | Totaux AMH              | Totaux AMH  | 70  | 1                | 10               | 11               | 78               | -                | - | -                    | -                    | -                    |                      |                      |
| Totaux AHO  | Totaux AHO              | Totaux AHO  | 94  | 3                | 17               | 20               | 91               | -                | - | -                    | -                    | -                    |                      |                      |